# Рынок золота
Рынок золота — рынок, обеспечивающий осуществление международных расчетов, промышленно-бытовое потребление, частную тезаврацию, инвестиции, страхование рисков, осуществление спекулятивных операций.

## Виды рынков
По степени организации различают биржевые и внебиржевые рынки золота.
- Золото является объектом биржевой торговли наряду с другими товарами и финансовыми активами. Биржевой рынок золота — это организованный рынок, представленный биржами драгоценных металлов и драгоценных камней.
- Внебиржевые рынки золота представлены консорциумом из нескольких банков, уполномоченных совершать сделки с золотом. Банки осуществляют посреднические операции между покупателями и продавцами, фиксируют средний рыночный уровень цены, а также занимаются очисткой, хранением золота, изготовлением слитков.

По сфере распространения выделяют мировые и внутренние рынки золота. Внутренние рынки золота, в свою очередь, по отношению к ограничениям бывают свободными и несвободными.
Существуют также «черные» рынки золота, возникающие в ответ на вводимые государством валютные ограничения, которые распространяются на операции с золотом.
В настоящее время в мире существует свыше 50 рынков золота, в том числе в Западной Европе — 11, в Америке — 14, в Азии — 19, в Африке — 8. К мировым относятся рынки в Лондоне, Цюрихе, Нью-Йорке, Чикаго, Сянгане (Гонконге), Дубай и др. Внутренними свободными рынками являются рынки в Париже, Гамбурге, Франкфурте-на-Майне, Амстердаме, Вене, Милане, Стамбуле, Рио-де-Жанейро; несвободными (местными, контролируемыми) — в Афинах и Каире.